# Kollektive Intelligenz
Kollektive Intelligenz, auch Gruppenintelligenz und Schwarmintelligenz (selten: kooperative Intelligenz) genannt, ist die  Hypothese zu einem emergenten Phänomen, bei dem Gruppen von Individuen durch Zusammenarbeit intelligente Entscheidungen treffen können.
Der Begriff wird seit langer Zeit in vielen verschiedenen Bedeutungen verwendet, erlangte aber größere Aufmerksamkeit und Popularität erst durch die Kommunikationsmöglichkeiten im Internet.
Unter dem Begriff kollektive Intelligenz werden zum Teil ganz verschiedene Ansätze zusammengefasst, von kollektiven Entscheidungen zufällig miteinander interagierender Individuen, die durch intensive Kommunikation erfolgen, bis hin zu organisierten Gruppen, die möglicherweise einen „Superorganismus“ bilden können. Gemeinsam ist ihnen meist eine dezentrale, nicht-hierarchisch organisierte Entscheidungsstruktur. Zur Erklärung dieses Phänomens existieren verschiedene systemtheoretische, soziologische und philosophische Ansätze.
Negative Wirkungen eines Zusammenwirkens von Individuen werden in der Massenpsychologie als Herdentrieb oder als Verhalten von Lemmingen bezeichnet.

## Systemtheorie und Grundlagen
In den letzten Jahrzehnten lässt sich eine Verengung des Themenspektrums kollektiver Intelligenz beobachten. Zudem weist das Forschungsfeld vermehrt Überschneidungen mit den Betrachtungen zu künstlicher Intelligenz (KI) auf. Als künftige Forschungsfelder werden beispielsweise evolutionäre Faktoren, Vor- und Nachteile von Kommunikation zwischen den Individuen, Mechanismen und Normen sowie neue Ansätze künstlicher Intelligenz für deren Exploration gesehen.
Das 2020 von SAGE Publications und der Association for Computing Machinery (ACM) gegründete und durch die britische Innovationsagentur Nesta geförderte wissenschaftliche Online-Journal Collective Intelligence soll künftig die Forschungsergebnisse bündeln.
Francis Heylighen, Kybernetiker an der Vrije Universiteit Brussel, betrachtet die menschliche Gesellschaft als Superorganismus. Kommunikationsnetze wie das Internet erfüllen darin die Rolle des Nervensystems im Organismus. Sie ermöglichen kontrollierte Entscheidungsfindung als autopoiesches, kybernetisch gesteuertes System. Kontrolle, im kybernetischen Sinn, ergibt sich dabei kollektiv, ohne einen Kontrolleur als explizite, separate Instanz, ähnlich wie der Markt über Investitionen in wirtschaftlichen Dingen „entscheidet“. Die Gesellschaft wird, etwa über arbeitsteilige Prozesse, von selbst immer komplexer, weitere Bereiche werden nach und nach von selbst in das System integriert, oft als teilautonome Subsysteme, weil die Prozesse im systemischen Verbund weitaus effizienter seien. Ähnlich wie in anderen Bereichen wird auch die Funktion des „Nervensystems“ im gesellschaftlichen Superorganismus durch Automatisierung effizienter, indem Speicherung, Weitergabe und Verarbeitung von Information zunehmend an automatisch arbeitende Subsysteme delegiert werden kann, die über das Internet permanent miteinander interagieren können. So könne sich das World Wide Web autonom zu einer Art „globalen Gehirn“ entwickeln, das für Individuen und ihre individuellen Entscheidungen von selbst immer wichtiger werde, ohne dass das Gesamtsystem jemals geplant worden sei oder gesteuert werden könne. Dieser Prozess habe begonnen und werde sich beschleunigen.
2022 leiteten Astrobiologen aus der kollektiven Intelligenz den Begriff „planetarer Intelligenz“ (planetary intelligence) als „Erwerb und Anwendung kollektiver Kenntnisse im planetaren Maßstab“ und in globale Stoffströme integriertes Phänomen ab, das ähnlich zur planetaren Gesundheit die Wechselwirkung von kooperativer Intelligenz mit der Dynamik des Erdsystems berücksichtigt.

## Soziologische Beschreibung
Eine bestimmte soziologische Interpretation versteht unter kollektiver Intelligenz gemeinsame, konsensbasierte Entscheidungsfindung. Kollektive Intelligenz sei ein altes Phänomen, das durch die Fortschritte in Informations- und Kommunikationstechniken verstärkt werde. Das Internet vereinfache es wie nie zuvor, dezentral verstreutes Wissen der Menschen zu koordinieren und deren kollektive Intelligenz auszunutzen.
In diesem Sinne formuliert Howard Rheingold in seinem 2002 erschienenen Buch Smart Mobs: The Next Social Revolution: “The ‘Killer-Apps’ of tomorrow’s mobile infocom industry won’t be hardware devices or software programs but social practices.” (Die Killerapplikationen der mobilen IT-Industrie von morgen werden nicht Hardware oder Software sein, sondern soziale Handlungen.)
Dem Leitbild der Schwarmintelligenz wird das Potential unterstellt, Gesellschaft und Märkte zu transformieren. Als Beispiele hierfür dienen Smart Mobs wie die Critical-Mass-Bewegung.

## Naturwissenschaftliche Beschreibung
Biologen beobachten seit längerer Zeit, wie große Gruppen von Individuen, wie Schwärme von Vögeln oder Fischen, besonders aber die Staaten eusozialer Insektenarten ihr Verhalten koordinieren, so dass die gesamte Gruppe zum Beispiel gemeinsam Nahrung suchen oder Prädatoren vermeiden kann. Jedes einzelne Individuum besitzt dabei nur relativ wenig Information über seine Umwelt und interagiert nur mit einer begrenzten Anzahl von Artgenossen; dennoch trifft die Gruppe als Ganzes koordinierte, sinnvolle Entscheidungen. Durch Modellbildung konnte dabei anschaulich gemacht werden, dass sich die Gruppenentscheidung über Rückkopplung herausbildet, indem jedes Individuum sein Verhalten an demjenigen seiner Nachbarn ausrichtet und diese seinerseits in ihrem Verhalten beeinflusst. Das Verhalten der Individuen ähnelt dabei den Strukturen in neuronalen Netzen, etwa im Gehirn. Soziale, staatenbildende Insekten sind, trotz der relativ geringen Intelligenz der Individuen, zu noch höher organisiertem Verhalten imstande, das den Insektenkundler (Entomologen) William Morton Wheeler schon Anfang des 20. Jahrhunderts zu seiner Metapher vom „Superorganismus“ anregte. Seitdem sind zahlreiche Mechanismen enträtselt worden, die diese Leistung ermöglichen. Einige koordinierte Interaktionen werden dabei indirekt durch die Veränderung der Umwelt ermöglicht. So nehmen nestbauende Termiten oder Wespen-Arten die Gestalt des entstehenden Nests in ihrer Umgebung wahr und reagieren darauf durch Anpassung ihrer eigenen Bautätigkeit. Dadurch entsteht die koordinierte Gestalt des Nestes, ohne dass die bauenden Individuen sich jemals direkt darüber abstimmen oder einen Gesamtplan im Kopf hätten. Für diese Form der Koordination hat Pierre-Paul Grassé den Begriff der Stigmergie geprägt. Für weitere Leistungen kommunizieren die Tiere aber auch direkt. Ameisen bilden etwa Pfade (Ameisenstraßen), indem sie den zurückgelegten Weg mit Pheromonen markieren. Je mehr Ameisen einen Pfad nutzen, umso attraktiver wird er. Durch diesen einfachen Mechanismus können Ameisenvölker die kürzesten und effizientesten Pfade zwischen ihrem Nest und ergiebigen Nahrungsquellen ermitteln. Ganz ähnlich können Bienen über den Schwänzeltanz ihren Nestgenossinnen nicht nur die Lage von Futterquellen mitteilen, sondern durch den Kontakt mit mehreren so rekrutierenden Individuen finden sie auch heraus, welches die ergiebigsten Futterquellen sind. Durch solche, relativ einfache, positive und negative Rückkoppelungen wird nicht nur das Verhalten ganzer Völker koordiniert, sondern auch Kooperation bei der Erfüllung komplexer Aufgaben geschaffen: durch „Zusammenarbeit“ bei einzelnen Aufgaben (was evolutionäre Vorteile schafft).
Bestimmte Aspekte der „Intelligenz“ (besser „Funktionalität“) einer Ameisenkolonie – zum Beispiel Abläufe der Nahrungssuche – können in Regeln erfasst und mit Computerprogrammen simuliert werden. Auch die Zusammenarbeit autonom agierender Schwärme von Robotern soll nach diesem Modell gesteuert werden („swarm robotics“). Analoge Entscheidungsstrukturen werden auch bei der Zusammenarbeit menschlicher Gruppen gefunden, deren koordinierte „Intelligenz“ sich dann nicht aus dem intelligenten Verhalten der Teilnehmer, sondern nach ähnlichen Prinzipien quasi statistisch ergeben kann. Paradoxerweise kann dann, wenn sich das intelligente kollektive Verhalten nur durch solche Schwarmintelligenz ergibt, die Leistung der Gruppe sogar umso schlechter werden, je mehr sie miteinander kommuniziert.
In gewisser Weise ist auch ein Gehirn das Zusammenspiel eines Superorganismus aus für sich „unintelligenten“ Individuen, nämlich den Neuronen. Ein Neuron ist annähernd nichts weiter als ein Integrator mit Reaktionsschwelle, genauer, einer sigmoiden Reaktionskurve. Erst das komplexe und spezifischen Regeln unterliegende Zusammenwirken von Milliarden von Neuronen ergibt, was wir unter Intelligenz verstehen.

## Beschreibung in der Informatik
Schwarmintelligenz (englisch swarm intelligence), das Forschungsfeld der KI, das auf Agententechnologie basiert, heißt auch Verteilte Künstliche Intelligenz (VKI). Das Arbeitsgebiet versucht, komplexe vernetzte Softwareagentensysteme nach dem Vorbild staatenbildender Insekten wie Ameisen, Bienen und Termiten, sowie teilweise auch Vogelschwärmen (Schwarmverhalten) zu modellieren. Gerardo Beni und Jing Wang hatten den Begriff swarm intelligence 1989 im Kontext der Robotikforschung geprägt.
Die VKI-Forschung geht davon aus, dass die Kooperation künstlicher Agenten höhere kognitive Leistungen simulieren kann; Marvin Minsky bezeichnet dies als The Society of Mind. Ein Einsatzbeispiel für diese so genannten Ameisenalgorithmen stellten Sunil Nakrani von der Oxford University und Craig Tovey vom Georgia Institute of Technology 2004 auf einer Konferenz über mathematische Modelle sozialer Insekten vor; sie modellierten die Berechnung der optimalen Lastverteilung bei einem Cluster von Internet-Servern nach dem Verhalten der Bienen beim Nektarsammeln.
1986 schuf Craig Reynolds mit dem Computerprogramm Boids eine Simulation des Schwarmfluges.
Neben dem Forschungsfeld der VKI ist Schwarmintelligenz auch ein unscharfes Mode-Schlagwort, wie bereits ab etwa 2000 das Peer-to-Peer (P2P). Während letzteres antrat, das Paradigma der Client-Server-Architektur durch dezentralisierte P2P-Architekturen abzulösen, soll Schwarmintelligenz nun hardwarebasierte Netzwerke ersetzen.
Forscher an der Princeton University befassen sich unter der Leitung von Roger Nelson seit 1988 mit dem Phänomen der kollektiven Wahrnehmung von Menschen und haben dazu Messstationen auf der ganzen Welt stationiert. Das „Global Consciousness Project“ sammelt die empirischen Daten und vergleicht sie mit der Nachrichtenlage, um zu erkennen, ob ein Ereignis bereits, bevor die Nachricht verbreitet wurde, neuronale Reaktionen hervorruft. Hierzu wurden signifikante, wenn auch minimale empirische Belege geliefert.

## Anwendungsbeispiele

### Lernpsychologie
Lerngruppen werden so gestaltet, dass die Ressourcen der einzelnen Personen stärker ausgeschöpft werden. Es werden Modelle aus der Gruppendynamik herangezogen, die Lernenden werden von einzelnen Autoren als Neuronen definiert, wobei in der Unterrichtsmethode Lernen durch Lehren die Klasse als neuronales Netz betrachtet wird. Auf der Basis intensiver Interaktionen der Lerner emergieren kollektive Gedanken.

### Das Internet
Auch der Cyberspace wurde schon als kollektive Intelligenz bezeichnet. Im heutigen Zustand des Internets mit seinen Milliarden von größtenteils zusammenhanglosen, statischen Dokumenten wird jedoch gelegentlich auch etwas vorsichtiger von kollektivem (Un-)Wissen gesprochen (Stichwort Informationsüberflutung).
Die Internetenzyklopädie Wikipedia wird vielfach als eindrucksvoller Beleg für die Schwarmintelligenz angesehen.
Ein Beispiel für die Bearbeitung eines Themas durch eine Vielzahl von Internetnutzern ist das GuttenPlag Wiki, das am 17. Februar 2011 installiert wurde, um zu überprüfen, ob und inwieweit in der Doktorarbeit des ehemaligen deutschen Verteidigungsministers Karl-Theodor zu Guttenberg die Kriterien für eine wissenschaftliche Arbeit verletzt wurden.

### Militär
Die DARPA führte 2009 ein Experiment zur Schwarmintelligenz durch. Dabei sollten für ein Preisgeld von 40.000 US-Dollar die geheim gehaltenen, über die USA verteilten Orte ausfindig gemacht werden, an denen zehn rote Luftballons an einem Dezembertag für einige Stunden sichtbar waren. Der Versuchsaufbau sollte zu einer kollaborativen Suche animieren. Das Experiment war erfolgreich; alle zehn Orte wurden gefunden.
Unter der Bezeichnung „Perdix“ entwickelte das Verteidigungsministerium der Vereinigten Staaten einen Schwarm von Micro-Drohnen, die von Flugzeugen abgeworfen, im Zielgebiet Kampf- und Aufklärungseinsätze mit Hilfe kollektiver Intelligenz durchführen sollen.

### Biologie
Der Biologe Thomas Dyer Seeley hat sich in seiner Erforschung des Nutztieres Honigbiene auf die Analyse der kollektiven Intelligenz im natürlichen Verhalten und im sozialen Leben von Honigbienen bezogen.
Er konzentrierte seine Arbeiten darauf, zu verstehen, wie ein Honigbienenvolk funktioniert, wenn es in freier Wildbahn lebt und wie es als Entscheidungseinheit arbeitet. Seine Forschungen zeigen auf, dass bei einigen sozialen Insektenarten die Kolonie auf Gruppenebene für das Überleben der Gene verantwortlich ist.

### Statistik
Galtons Hypothese war, dass eine Bevölkerung durchschnittlich wenig in einem bestimmten Thema gebildet sei und daher vermutlich schlechtere Schätzungen abgebe. Dazu machte Francis Galton (Statiskiker, Galtonbrett) 1907 anlässlich einer „Cattle show“ in Plymouth einen Test: Gegen zusätzliche 6 Pence konnten Besucher auf dem Ticket das Gewicht eines Ochsen schätzen. Der beste Schätzwert brachte 7 Pfund Gewinn.
Das eigentliche Testergebnis erbrachte jedoch, dass der Mittelwert aller Werte mit 1198 Pfund dem tatsächlichen Gewicht von 1207 Pfund erstaunlich nahekam. Der Test wurde mit 150 Studierenden wiederholt und führte zu einem ähnlichen Ergebnis. Dazu war die Länge eines gebrauchten Bleistifts vom Auditorium zu schätzten. Wichtig dabei ist, dass die individuellen Schätzungen nicht durch Influencer, „Claqueure“ o. ä. beeinflusst werden.

## Rezeption und Beispiele in Film und Literatur
Verweise auf Kollektive Intelligenz finden sich in Stephen Baxters Der Orden, Michael Crichtons Beute und Black Out von Andreas Eschbach. Fred Hoyles Buch Die schwarze Wolke, Stanisław Lems Der Unbesiegbare und Frank Schätzings Der Schwarm, sowie Daniel Suarez‘ Kill Decision greifen sie ebenfalls auf. In Star Trek sind die Borg ein Beispiel für Kollektive Intelligenz.